# Can't Stop Fallin' in Love
「Can't Stop Fallin' in Love」（キャント・ストップ・フォーリン・イン・ラヴ）は、globeの7枚目のシングル。1996年10月30日にavex globeから発売された。

## 解説
130万枚以上を売上げ、globeでは3番目の大ヒットとなっている。
同年1月1日に発売した「DEPARTURES」同様に、JR東日本「JR ski ski」CMソングとして話題になり、同年12月の最終週にミリオンセラーを達成した。
globeが初出場を果たした同年の『第47回NHK紅白歌合戦』で演奏されている。
ケイト・モスのホームページのフォトアーカイブを見ている時に、サビの歌詞が浮かんだ。
ロードムービー撮影ツアー「Private Tour house of globe」の福岡公演の頃に作られ、ツアーの全公演終了後にレコーディングが行われた。
プロモーション・ビデオでのKEIKOはピンクのジャケットに茶髪での登場だった。小室は「仕事が充実してるけどやっぱり女心は捨てきれない、ワーカーホリックな女性の日常の葛藤と揺らぎ」をイメージしていた。

## 収録曲
| 全作詞: 小室哲哉・MARC、全作曲・編曲: 小室哲哉。 |                                               |                  |            |      |
| #                                                | タイトル                                      | 作詞             | 作曲・編曲 | 時間 |
| 1.                                               | 「Can't Stop Fallin' in Love (STRAIGHT RUN)」 | 小室哲哉 ・ MARC | 小室哲哉   | 5:51 |
| 2.                                               | 「Can't Stop Fallin' in Love (EXTENDED MIX)」 | 小室哲哉 ・ MARC | 小室哲哉   | 7:29 |
| 3.                                               | 「Can't Stop Fallin' in Love (INSTRUMENTAL)」 | 小室哲哉 ・ MARC | 小室哲哉   | 5:47 |
| 合計時間:                                        | 合計時間:                                     | 19:07            |            |      |

クレジット
- Produced : 小室哲哉
- Mixed : Dave Ford

## 楽曲の収録アルバム
Can't Stop Fallin' in Love
- FACES PLACES（アルバムバージョン）
- CRUISE RECORD 1995-2000
- Ballads & Memories
- globe decade -single history 1995-2004-
- 15YEARS -BEST HIT SELECTION-（アルバムバージョン）
- #globe20th -SPECIAL COVER BEST-（COVER+BEST盤のみ短縮バージョンを収録）
- THE GREATEST HITS - 小室哲哉作品集 - s

## 他のアーティストによるカバー
- JUJU (2014年)
- 當山みれい - V.A.『#globe20th -SPECIAL COVER BEST-』（2015年12月16日）に収録[5]。その後當山のアルバム『My Way』（2016年7月27日）にも収録された。
- とんねるずのみなさんのおかげでした「ほんとのうたばん」で、小室を石橋貴明が、マークを木梨憲武が、KEIKOを木佐彩子（当時フジテレビアナウンサー）が担当した。木梨のラップは石橋をからかう内容へ変えたものになっている。
- avex traxから発売されたライブアイドルによるコンピレーションアルバムEXA IDOL COMPLEX〜Super duper!にてclipclipによってカバーされた。